# 閔謙鎬
閔謙鎬(朝鲜语：민겸호， 1838年—1882年6月10日）字允益，朝鲜王朝后期外戚，闵妃（后追认为明成皇后）的堂兄。

## 生平

### 经历
出身两班贵族，本贯骊兴闵氏，闵致久之子，朝鲜名门望族。但家道中衰。不过后来，因闵谦镐的父亲闵致久是闵妃的叔父，而且闵谦镐的胞兄闵升镐过继给闵妃之父闵致禄，闵谦镐的姐姐是兴宣大院君李昰应之妻府大夫人闵氏。因此，仕途非常顺利，1865年闵谦镐以荫叙入仕。次年，参加科举，获谒圣文科状元及第。此后历任应教、吏曹参议、成均馆大司成、礼曹参判等职务。他支持闵妃挑战大院君。1874年十一月，闵升镐遭兴宣大院君手下炸死，闵谦镐成为闵妃派头号人物。1877年被擢升为刑曹判书。 ，后在中枢中多次担任实权职位。1881年初，参与组建统理机务衙门，掌管军务、边政，兼任总戎使，掌握兵权。 闵谦镐和领议政兴寅君李最应互相勾结，贪污腐败。任兵曹判书时，负责组建新式军队别技军，任命日本人堀本礼造为总教官。

### 被杀
闵谦镐主管军队时，因自然灾害和贪污，拖欠军饷13个月。激起士兵不满，1882年农历六月五日，闵谦镐下令发1个月军饷，并指示下属在粮食中掺杂糟糠和砂石，“和糠换米，窃餂赢利”。激起武卫营和壮御营的士兵哗变，群殴闵谦镐的下属，抢夺都捧所的粮食。闵谦镐命令汉城捕盗廳逮捕金春永等四名挑头者，下令处决。激化矛盾。士兵大怒曰：“饿死、法死，死等耳。宁杀当杀者，以一雪耳！”农历六月九日（公历7月23日）士兵“呼噪相应，万众立会，大喊崩塌”，史称壬午军乱。
乱军冲入闵谦镐家中理论，见家中财宝堆积如山，乱军群情激愤，杀死库吏，枪掠闵府，闵谦镐“逾垣走匿阙中”，乱军将其家中无数金银财宝和锦绣、珠贝、人参、鹿茸、沉麝，全部焚烧，“芳烈闻数里”。闵谦镐被罢免。乱军在大院君支持下，次日早晨，冲进昌德宫，追杀闵妃和闵谦镐等人，朝鲜高宗宣下野9年的大院君入宫，大院君在乱军和很多民众支持下，进入昌德宫。闵谦镐冲出重熙堂，跪着揪住大院君的衣袍，向大院君求救。大院君只是冷笑，大院君身旁的士兵们将闵谦镐“踢落阶下，铳、筑、剑打成肉泥”。和此前被乱军剁成肉酱的京畿道观察使金辅铉被弃尸在御沟中，

### 平反
壬午兵变平息以后，恢复名誉，追赠为吏曹判书，后改领议政，高宗赐谥号为“忠肃”。

## 子女
- 闵泳焕（1861－1905），過繼給長兄閔泰鎬，大韩帝国时期政治人物。1905年《乙巳条约》签订后自杀殉国。
- 闵泳瓒（朝鲜语：민영찬）（1874－1948），大韩帝国时期政治人物。